# Distretto di Jennersdorf
Il distretto di Jennersdorf (in tedesco Bezirk Jennersdorf) è uno dei distretti dello stato del Burgenland, in Austria.

## Geografia antropica
Il distretto è diviso in 12 comuni, di cui uno con status di città, e sette di comuni con diritto di mercato.

### Città
1. Jennersdorf

### Comuni mercato
1. Deutsch Kaltenbrunn
2. Heiligenkreuz im Lafnitztal
3. Minihof-Liebau
4. Mogersdorf
5. Neuhaus am Klausenbach
6. Rudersdorf
7. Sankt Martin an der Raab

### Comuni
1. Eltendorf
2. Königsdorf
3. Mühlgraben
4. Weichselbaum